# Emojipedia
Die Emojipedia ist ein englischsprachiges Online-Nachschlagewerk für Emojis. Sie wurde am 14. Juli 2013 vom australischen Emoji-Experten Jeremy Burge gegründet und ist die führende Ressource zu Emojis im Internet.
Emojipedia listet alle Emojis im Unicode-Standard mit Namen, Bedeutung und Bildern der Implementierungen verschiedener Betriebssysteme und Programme auf. Ebenso werden Änderungen im Standard oder Implementierungen in einem angeschlossenen Blog dokumentiert.
Die Inhalte der Emojipedia werden von Burge hauptberuflich erstellt und gepflegt. Die werbefinanzierte Website wurde 2015 140 Millionen Mal aufgerufen und erzielte einen sechsstelligen (US-Dollar) Umsatz. Zum World Emoji Day 2015 wurde die Seite fünf Millionen Mal aufgerufen.